# 拉格利山
67°9′S 67°6′W / 67.150°S 67.100°W
拉格利山（德語：Mount Lagally），是南極洲的山峰，位於葛拉漢地的盧貝海岸，處於文尼峰以南6公里的阿羅史密斯半島，屬於多西山的一部分，根據英國研究隊的測量和空中照片被繪入地圖，以德國數學家和冰川學家命名，現時由南極條約體系管理。